# M 愛すべき人がいて
『M 愛すべき人がいて』（エム あいすべきひとがいて）は、ノンフィクション作家小松成美による「事実を基にした」フィクション小説。2019年8月1日に幻冬舎から刊行された。歌手・浜崎あゆみが1990年代後半から2000年代にかけスターダムに駆け上がるまでのデビュー秘話と、デビューのきっかけをもたらしたエイベックス株式会社代表取締役会長・松浦勝人（当時専務）との出会い、大恋愛から別れまでを、2人へのインタビュー取材を元に浜崎の視点による一人称形式で赤裸々に描かれている。
出版前から話題となり、発売日である2019年8月1日のワイドショーで本書が取り上げられると衝撃的な内容が浜崎のファンを中心に反響を呼び、恋愛小説としても浜崎と同世代を中心に共感を呼んで、累計発行部数16万部の大ヒットとなった。
2020年4月よりテレビ朝日とABEMA（旧AbemaTV）との共同制作でテレビドラマ化された。

## 執筆背景
本書発売の1年前の2018年8月1日に東京・西麻布で浜崎あゆみ、松浦勝人とサイバーエージェント社長の藤田晋の3人が飲んでいる席で話が盛り上がり、その場で藤田が「本にしてくれたら、ぜひ、映像化したい」と幻冬舎社長の見城徹に電話を入れて、本書の企画がスタートする。背景として、同年が浜崎のデビュー20周年の節目の年にあたり、また平成から令和へと新しい時代を迎えることで、「これからも歌い続けていく」「ステージに立ち続けていく」という覚悟を表明したいと感じて、浜崎と松浦との話し合いの中で「過去の思い出をいま知っていただくことで、そうした決意を伝えることができたら」という考えに至ったという。
著者としてイチローや中田英寿らの取材実績があったノンフィクション作家の小松成美が指名を受け、「浜崎あゆみという平成の大スターの誕生と、その背景にあった2人の恋愛を書きたい」と取材を開始。通常のノンフィクション作品と同様に浜崎、松浦および周辺人物に10か月間にわたって取材を実施し、浜崎、松浦の2人一緒に、またそれぞれ単独でインタビューを行って、2人の合意のもとに交際前から別れまでの過去について聞き取りを行った。20年以上も前の話にかかわらず2人の記憶は鮮明で、2人とも過去について語ることにまったくためらいはなく、原稿の修正もほとんど無かったという。本書の扉には「事実に基づくフィクションである」と記されているものの、浜崎は本書の帯に「自分の身を滅ぼすほど、ひとりの男性を愛しました」と自身の言葉を寄せている。
ノンフィクション作品の場合には実在する登場人物の都合により書けないエピソードが生じるケースもあることから、小説という形式を選択。登場人物を浜崎、松浦以外にマネージャーなど数名に絞ることによって、物語性を際立たせている。あくまで「事実をもとにした文芸作品」であり、ノンフィクション作家であるがゆえに執筆できた「ドキュメンタリー小説」「ノンフィクション小説」と位置づけている。

## 書誌情報
単行本
- M 愛すべき人がいて（2019年8月1日、幻冬舎、ISBN 978-4-344-03491-4）

文庫本
- M 愛すべき人がいて（2020年4月15日、幻冬舎、ISBN 978-4-344-42981-9）

電子書籍
- M 愛すべき人がいて 豪華音源収録版（2019年11月8日、Apple Books）
  - 作中に登場する浜崎あゆみの楽曲全15曲を収録し、作中の歌詞部分に埋め込まれた再生プレイヤーにより文章を読みながら楽曲の再生が可。
  - 収録曲：「æternal」「A Song for ××」「poker face」「YOU」「Trust」「For My Dear...」「Depend on you」「WHATEVER」「TO BE」「Boys & Girls」「appears」「vogue」「Far away」「SEASONS」「M」

## ビジュアル・オーディオブック
『「M 愛すべき人がいて」ビジュアル・オーディオブック』と題して本作のクライマックスとなる第5章「Mとの別れ」が浜崎あゆみの楽曲と朗読により映像化され、dTV公式YouTubeチャンネルにて2019年11月7日より配信、続編となる『「M 愛すべき人がいて」ビジュアル・オーディオブック 2』がdTVにて同年12月27日より配信された。

### 「M 愛すべき人がいて」ビジュアル・オーディオブック
- 劇中楽曲
  - appears
  - Boys & Girls

- 劇中BGM（インストゥルメンタル）
  - TO BE
  - LOVE 〜Destiny〜
  - A Song for ××
  - too late
  - POWDER SNOW
  - poker face
  - WHATEVER
  - kanariya
  - End roll
  - appears

#### スタッフ
- 著・文章再構成 - 小松成美
- 監督 - 櫻木優平
- 助監督 - 川崎司
- BGクリエイター - 内田憲、岡亮佑、上原裕弥、春日健一、手川太輔
- 制作 - クラフター、クラフタースタジオ
- 音楽演出・企画・選曲 - 鈴木雅子
- 音響監督 - 高木創
- モーショングラフィックス - 川中玄貴、久保雄基
- モーショングラフィックスプロデューサー - 飯野史子（EPOCH）
- リリックスピーカー技術提供 - 斎藤迅（SIX/COTODAMA）

### 「M 愛すべき人がいて」ビジュアル・オーディオブック 2
- 劇中楽曲
  - vogue
  - Far away
  - SEASONS
  - M

- 劇中BGM（インストゥルメンタル）
  - interlude
  - poker face
  - Duty
  - POWDER SNOW
  - End roll
  - ever free

#### スタッフ
- 著・文章再構成 - 小松成美
- 監督 - 櫻木優平
- 助監督 - 川崎司
- BGクリエイター - 内田憲、岡亮佑、上原裕弥、野村達哉、春日健一、手川太輔、多田健人
- 制作 - クラフター、クラフタースタジオ
- 音楽演出・企画・選曲 - 鈴木雅子
- 音響監督 - 得能直也
- リリックスピーカー技術提供 - 斎藤迅

## テレビドラマ
テレビ朝日とABEMA（旧AbemaTV）との初の共同制作でドラマ化され、テレビ朝日系「土曜ナイトドラマ」で2020年4月18日から7月4日まで放送され、ABEMASPECIALチャンネルでは同年4月19日から配信された。本作がドラマ初主演となる安斉かれんと三浦翔平のダブル主演。全7回。
ABEMASPECIALチャンネルでは毎週日曜22時から22時41分までCMなしで配信され、「ABEMAオリジナルドラマ」と同様、右下に「ABEMA」のチャンネルロゴ表示が常に表示されている。
これとは別にABEMAビデオでも独占見逃し配信が行われるが、この配信は168時間経過するまでは「テレ朝キャッチアップ」と同じ扱いとなり、ウォーターマークが非表示となるほか、ABEMAプレミアム会員であってもCMが複数回入る仕様となっている。168時間経過後は「ABEMAオリジナルドラマ」と同じ扱いとなるため、ウォーターマーク常時表示・CMなしとなる。なお、本作はTVerやTELASAによる見逃し配信は行われない。
本作の脚本を担当する鈴木おさむは、これまで『奪い愛、冬』（テレビ朝日）『奪い愛、夏』（ABEMA）でも脚本を務めており、三浦翔平や田中みな実、水野美紀（ゲスト出演）など、奪い愛シリーズに出演した俳優が本作でも重要人物として登場しているのが特徴。さらに、それらの俳優のオーバーな演技が、かつての大映ドラマを彷彿させるものとして、批評者の注目を集めた。
新型コロナウイルスの感染拡大を受け、撮影スケジュールに変更が生じ、第4話以降の放送が延期されていたが、2020年6月13日から第4話が放送されることが発表された。
2020年7月5日の最終回放送日に、浜崎あゆみは自身のインスタグラムのストーリーズを更新し、「ほんとに最低で最高で、大嫌いで大好きでした」と初めてドラマについて言及した。

### あらすじ（テレビドラマ）
幼い頃に父が蒸発して以来、アユは母と祖母・幸子と暮らす地元・福岡で主にモデルとして活動していたが、東京で芸能人として売れれば生活が楽になると考え、本格的に芸能活動を始めようと一念発起して祖母とともに上京する。アユは高校に通いながら老舗芸能事務所「中谷プロダクション」（通称：中谷プロ）に所属しタレント活動を続けるが、入ってくる仕事といえばエキストラのような仕事ばかりで、芸能人として成功する契機を得られずにいた。
そんなある日、歌手を目指す友人の玉木理沙に誘われ初めて足を踏み入れた六本木のディスコ・ベルファインで、アユは次世代のスター候補となるダイヤの原石を探していたレコード会社「A VICTORY」の専務・マサと出会う。それまでどんなに美人でスタイルのいい女性を前にしてもマサは心を動かされることがなかったが、部下の流川翔に命じてVIPルームに連れてこられた女性の顔を見て次々と切り捨てていくマサのスター候補の探し方に意見したアユには運命的な何かを感じ、彼女に電話番号を渡し人生をかけて歌手としてプロデュースする決意を固める。
マサの中谷社長への熱意ある懇願で、アユは「中谷プロ」から「A VICTORY」への移籍を認められ、移籍後すぐマサの指示で歌手デビューに向け単身ニューヨークに渡り、ボイストレーナーの天馬まゆみから厳しいレッスンを受ける。レッスンを終え帰国した後もアユはマサから次々と厳しい課題を与えられるが、周囲からはその様子がマサがアユを特別扱いしているように映り、AXELSとしてデビューを目指すライバルたちからの嫉妬やひがみを呼び、マサに好意を寄せる秘書の姫野礼香にけしかけられた理沙や西谷真理からアユは壮絶な嫌がらせを受けてしまう。
しかし、アユは自分の才能を見出してくれたマサの言葉だけを信じ嫌がらせに耐えながらレッスンに打ち込み、いつしかマサへの信頼感が彼への恋心に変わっていく。マサもそんなひたむきなアユの姿に心打たれ、彼女を所属アーティストとしてだけでなく、一人の女性として愛する気持ちが芽生えていく。アユはマサへの抑えきれない思いをFAXを使って告白し、マサもアユを好きになっている気持ちを認め、直接会ってアユにその思いを告げ、二人は遂に結ばれる。
社内で自分の存在が脅かされるまで大きくなったマサの影響力を危惧する「A VICTORY」社長の大浜は、マサを排除しようとAXELSとアユとのデビュー対決を持ち掛け、AXELSをプロデュースする流川に闇資金を渡して懐柔し、初戦のデビューシングルCD対決では大浜が勝利するが、マサはアユを売り出すためにスタッフを集結した「チーム・アユ」に鬼気迫る勢いで檄を飛ばし、楽曲とともにアユの純粋なキャラクターをアピールするプロモーション戦略が徐々に世間に浸透し、アユのデビューアルバムは発売初日に150万枚をセールスする大ヒットを記録し、社内会議で宣言していた売上1位を達成して大浜との勝負に勝利する。
その後もアユは、マサのプロデュースによりヒット作を連発し破竹の快進撃を繰り広げ、一躍トップアーティストの座に登り詰め、いつしか「平成の歌姫」とまで称されるようになる。マサはそんなアユのために、レコーディング設備を自宅に準備してアユとの同棲を始め、忙しいながらも二人は順風満帆の充実した生活を送る。
しかし、マサに付きまとう礼香に二人が交際、同棲していることを突き止められ、プロデューサーが自社の商品である所属アーティストに手を出しているというスキャンダルを大浜にリークする。大浜はマサにスキャンダルの責任を取るため専務を退任させ、「A VICTORY」から追い出すこともできたが、スキャンダルの件を不問とする代わり「巨大フェスの開発」、「映画事業の開発」、「新人発掘と売出し」という3つの新規大型プロジェクトを成功させるよう指示をだす。マサはアユを会社全体で守ることを条件に、大浜が提示した3つのプロジェクトを引き受けることを決意する。
新規大型プロジェクトで更に多忙となったマサはアユとのすれ違いが多くなるが、皮肉なことにすれ違いが増えることでアユが奮起し、独り立ちしてアーティストとして更に成長してく姿を見ることとなり、礼香からの「アユはマサがいない方がいい歌を作る」という言葉を聞き、アユの更なる成長を願う気持ちからアユとの別れを決意し、マサはアユのもとを去って行く。
マサから突き放されたアユは絶望感に打ちひしがれ、仕事が手につかない状態まで落ち込みホテルに引きこもってしまうが、流川や、かつてのライバルである理沙や真理も駆けつけて励まされたことで気持ちを奮い立たせ、アーティスト活動を再開する。アユはマサへの届かぬ思いを自身が作詞した歌「M」に込め、その後もアーティストとして更なる成長を遂げていく。

### キャスト（テレビドラマ）

#### 主要人物
アユ
演 - 安斉かれん（幼少期：米村莉子）
本作の主人公。地元・福岡でモデルの仕事をしていたが、ギャラのいい東京で芸能活動をして売れれば祖母・幸子や母との生活が楽になると考え、一念発起し東京の叔母・里美を頼り祖母とともに上京する。上京後に友人となった理沙に誘われて初めて足を踏み入れた六本木のディスコ・ベルファインでレコード会社「A VICTORY」の専務・マサとめぐり逢い、歌手デビューのチャンスを掴む。
自分の才能を見出してくれたマサの言葉だけを信じレッスンに打ち込むうち、マサへの信頼感が彼への恋心に変わっていきFAXを使いマサのことが好きだという気持ちを伝え、マサもアユが好きである気持ちを認め、二人は互いの思いを遂げる。
マサのプロデュースによりアユの純粋なキャラクターと楽曲が若い世代を中心に支持され、デビューアルバムが発売初日に150万枚の大ヒットを記録し、その後もリリースする楽曲が軒並み大ヒットし一躍トップアーティストの座に登り詰め、年末のレコード大賞の受賞、紅白への出演を果たし、いつしか「平成の歌姫」と称されるまでになる。
新規大型プロジェクトで多忙となったマサと生活のすれ違いが増えることで、一人でも頑張らなければいけないという気持ちから仕事に打ち込むことでアユはアーティストとして成長するが、皮肉なことにその姿を見たマサから、今後もアユが成長し続けるためには彼女の元を去るべきと決意されて、アユはマサから突き放されてしまう。マサに去られたアユは絶望感に打ちひしがれ、仕事も手につかない状態まで落ち込み、ホテルに引きこもってしまうが、流川や、かつてライバルだった理沙や真理からも励まされることで気持ちを奮起させ、アーティスト活動を再開する。アユはマサへの届かぬ思いを自身が作詞した歌「M」に込め、その後もアーティストとして更なる成長を遂げていく。
マサ
演 - 三浦翔平
本作のもう一人の主人公。レコード会社「A VICTORY」代表取締役専務。正式な通称はマックス・マサだが、実際はマサの呼称が多い。口癖は「絶対（ぜってぇ）負けねぇ!」。かつて横浜のレンタルレコード店「YOU&ME」の店長をしており、その際に手掛けた洋楽レコードの輸入ビジネスが店が満員電車のよう混雑するほど大当たりし、その話を聞きつけた大浜がマサを引き抜き、町田に「A VICTORY」を共同で設立し、専務に就任する。
人気プロデューサー・輝楽ひとりの活躍に「A VICTORY」の売上を頼っている状態に危機感を感じ、次世代のスター歌手となるダイヤの原石を探そうと六本木のディスコ・ベルファインを訪れていたところ、流川にVIPルームに連れてこられたアユと出会い、運命的な何かを感じ、人生をかけて彼女を歌手としてプロデュースする決意を固め、次々と厳しい課題をアユに与える。
アユのデビューが決まると社内にアユを売り出すためのプロジェクトチーム「チーム・アユ」を結成し鬼気迫る勢いでチームに檄を飛ばし、10億円をかけてプロモーションを行う。アユのFAXを使った愛の告白で自分もアユが好きになっている気持ちを認め、「俺にとってお前が必要だ、会いたい」と返事のFAXを送信し、直接会ってアユに思いを告げ、二人は互いの思いを遂げる。
大浜の仕掛けたアユとAXELSとのデビュー対決で初回は大浜の裏金工作もありシングルCD売上順位に負けてしまう。しかし、世間からはバカと揶揄されるアユの純粋なキャラクターを若い世代にアピールするマサが仕掛けた売り出し戦略が徐々に世間に浸透していき、デビューアルバム発売直前の深夜ラジオ『オールナイトジャパン』へのアユの出演が決定打となり、デビューアルバムが発売初日に150万枚の売上を記録し社内会議で宣言していた売上1位を達成して、大浜との勝負に勝利する。しかし、大浜にアユとの交際、同棲のスキャンダルの情報を握られてしまい、マサはマスコミに同棲スクープをされないよう会社全体で協力することを条件に、大浜が不祥事を不問とする条件としてマサに課した「巨大フェス」、「映画事業」、「新人発掘」の新規開発プロジェクトの成功を請け負う。
3つの新規大型プロジェクトで更に多忙となるが、皮肉なことにアユとのすれ違いが増えることで彼女が独り立ちして成長する姿を見ることとなり、礼香からの「アユはマサがいない方がいい歌を作る」という言葉を聞き、アユの成長を願う気持ちからアユとの別れを決意し、マサはアユの元を去ってゆく。
アユとの決別後は、マサの仕事ぶりに触発され、一から新事業を立ち上げたいと社長を退任した大浜の跡を継ぎ、「A VICTORY」の新社長に就任する。

中谷（なかたに）
演 - 高橋克典
アユが上京後に所属する芸能事務所「中谷プロダクション」の社長。アユが売れるとは考えておらず、コギャルブームに便乗するため彼女に日サロに行くよう安易な指図を出すなど、芸能人として真剣に育てる気持ちがない。しかし、マサがアユの才能を見出したことを知った途端、事務所から引き抜かれそうになることが惜しくなり、アユを囲い込もうと態度を一変させる。アユが中谷プロに所属していながらマサに会うことを問題視する大浜らと裏で結託し、二人の邪魔をしようとするが、土下座してまでアユの「A VICTORY」への移籍を懇願したマサの熱意に心打たれ、アユの移籍を認める。
大浜（おおはま）
演 - 高嶋政伸
レコード会社「A VICTORY」代表取締役社長。横浜のレンタルレコード店「YOU&ME」で店長をしていたマサのプロデュース能力を聞きつけ、その才能にほれ込んで彼を引き抜き町田に「A VICTORY」を共同で設立する。
プロデュース業をマサに任せて、自身は経営に専念しており、会社が都内の一等地である青山に移転できるほど大きく成長したのはカリスマ性と才能にあふれるマサのおかげだと理解しているが、自分の存在が脅かされるまで大きくになったマサの影響力を危惧して、あの手この手でマサを会社から追い出そうと画策する。
アユとAXELSのデビュー対決を仕掛け、デビューCD売上対決でAXELSの事前状況が芳しくないことが分かると、アルバイトを雇い10万枚分のCDが購入できるだけの資金を礼香に持たせ、秘密裏に流川に提供する裏工作を行いデビューCD対決では勝利するが、アユのデビューアルバムではマサが社内会議で宣言していた初登場1位を達成されて敗北する。アユへの敗北でAXELSが売れないと見るや否やAXELSの解散を流川に通告している。
礼香からマサとアユが交際・同棲している情報を教えられると、大浜はマサにスキャンダルの責任を取るため「A VICTORY」から排除することもできたが、その件を不問とする交換条件に「巨大フェス」、「映画事業」、「新人発掘」の3つの新規大型プロジェクトの成功をマサに指示する。
マサを「A VICTORY」から排除しようと考え、過酷な課題をマサに課した大浜であったが、3つの大型プロジェクトに全力で邁進するマサの姿に触発され、自分も初心に戻り一から新規事業を手掛けたい気持ちが芽生え、「A VICTORY」を去ることを決める。モデルはエイベックス元会長の依田巽。
姫野礼香（ひめの れいか）
演 - 田中みな実
レコード会社「A VICTORY」の社員でマサの秘書。右目にオレンジ色の眼帯を付ける謎めいた美女。右目はマサが自身の挙式で酔った弾みで礼香を階段から転落させてしまい、転落の際に割れたグラスの破片が刺さり失明している。マサに好意を寄せており、過失で右目を失明させてしまったマサの「礼香の目の代わりになる」という言葉を信じ、ストーカー並みの執着心で彼を追いかけている。
愛するマサがアユに肩入れすることへの激しい嫉妬心から、マサを振り向かせたい一心でアユとマサの仲を引き裂こうと、狂気じみた姑息な手段でアユへの嫌がらせを繰り返し、マサへの付きまとい行為も益々エスカレートしてゆく。
しかしマサがアユを独り立ちさせアーティストとして更に成長することを願う思いから、マサがアユを突き放すためにわざと礼香にキスする姿をアユに見せつけたことで、自分はマサにとってアユの成長のために利用される程度の存在で、マサのアユを思う気持ちに敵わないと悟り、マサへの思いを断ち切ることを決意し、「A VICTORY」を去っていく。その際、失明したと思われていた右目は実は手術で完治しており、マサを引き留めるためにそのことを隠していたと打ち明けている。
流川翔（るかわ しょう）
演 - 白濱亜嵐（EXILE / GENERATIONS from EXILE TRIBE）
レコード会社「A VICTORY」の社員で専務のマサ直属の部下。マサとは7年前に彼が店長をしていたレンタルレコード店「YOU&ME」で出会ってからの付き合いで、彼のことを尊敬しており、一緒に日本の音楽史を塗り替える伝説を作りたいと本気で考え仕事に取り組んでいる。明るく周囲から愛されるキャラクターだが、若干行動に軽薄なところがある。
マサにガールズグループAXELSのプロデュースを任され、理沙や真理たちをデビュー候補としてスカウトし、デビューが決まると彼女たちの売り込みに励むが、音楽業界に影響力を持つプロデューサー黒川にAXELSを後ろだけする見返りに理沙の夜の接待の要求されると、その要求を断ることができなかった。
黒川の夜の接待に理沙をひとりで行かせてしまったことに責任を感じているが、周りのことを気にせずスタッフを追い込み、自分のやりたいようにアーティストをプロデュースするマサとの勝ち目のない勝負に大浜に担ぎ出され、何をしてよいか分からないと弱音を吐くと、人の人生を背負っておきながら売り出しに勝てないことを他人のせいにして、自分は死ぬ気になって出来るだけのことをしてあげているのかとマサに叱責され、顔を殴打される。
マサとのプロデュース勝負で追い込まれると、マサを排除したい大浜から秘密裏に巨額の売り出し資金を提供され、勝負に勝つためにカッコをつけることをやめ、なりふり構わずその資金を受け取り不正な方法でアユとAXELSとのデビューシングルCD売上対決に勝利するが、引き続き大浜から資金提供を受けながらも以降は徐々に売上順位を落としていき、3rdシングル発売時にはアユに大きく差をあけられ負けと言わざるを得ない状況に陥る。
アユとの対決に敗れ、売れる見込みがないとの大浜の判断でAXELSの解散が決定し、ショックで理沙が自殺未遂を図り芸能界から引退することを決めると、利害関係から流川に近づいてきた理沙であったが、AXELSの売り込みで苦楽を共にし、そんな彼女のことを好きになっており、理沙にプロポーズして受け入れられる。
AXELS解散後は一度は対立したマサのもとに戻り、彼とともにアユのプロデュースの仕事に協力し、マサが「A VICTORY」の新社長に就任した際には理沙との結婚披露宴の招待状を彼に渡している。
玉木理沙（たまき りさ）
演 - 久保田紗友
アユの友人。歌手デビューを目指しており、同じ高校で芸能活動をしているアユに興味を持ち声をかける。アユをディスコに誘い、彼女とマサとの出会いのきっかけを与える。流川がプロデュースするガールズグループAXELSでの歌手デビューを目指してアユとともにレッスンを受けるが、礼香に吹聴されたことでアユがマサから次々と課題を与えられる様子を彼女だけ特別扱いを受けているとひがみ、逆恨みからアユに嫌がらせをする。
アユへのライバル心から流川に色仕掛けを仕掛け、彼の弱みを握り服従させ、「A VICTORY」での自身の扱いをアユより優位に立たせようと画策したり、売れるために音楽プロデューサーの黒川の夜の接待の要求を受け入れるなど芸能界の闇に陥っていく。
売れる見込みがないと大浜に判断され、AXELSの解散が決定すると敗北感から薬物の大量摂取で自殺を図るが、未遂に終わり一命を取り留める。そして芸能界からの引退を考え実家に戻ることを決意し流川にそのことを伝えるが、流川からプロポーズされ、彼のプロポーズを受け入れる。
一度はライバルとして敵視してアユに酷い仕打ちをしてきたが、マサとの失恋で落ち込んでしまったアユのため、真理とともにアユが引きこもるホテルに駆け付け、アユとの勝負に負け芸能界を去った後は、落ち込んだ心をアユの曲に救われたと告げて、彼女を励ます。
野島美香（のじま みか）
演 - 河北麻友子
「A VICTORY」でのアユのチーフマネージャー。デビュー当時、アーティストとして活動していくことに自信がなさげなアユを叱咤激励するが、その後、アーティストとして成長していくアユの姿に頼もしさを感じている。
吉田明日香（よしだ あすか）
演 - 田中道子
大浜の秘書。大浜の問いかけに対して無表情で「です」と返事をしたり、話の語尾に「です」と付ける特徴的な話し方をする。大浜が社長退任後は、礼香が「A VICTORY」を去ったこともあり、新社長となったマサの新しい秘書に就任する。
輝楽天明（きら てんめい）
演 - 新納慎也
「A VICTORY」の人気プロデューサー。「A VICTORY」の売上のほとんどを支え、絶頂期を極めている。デビューアルバムの大ヒットでアユが売れっ子になると、アユと彼女をプロデュースしたマサに祝辞を送るとともに、アーティストとして売れ続けることはもっと難しいと、成功したプロデューサーならではの格言をマサに送っている。モデルは小室哲哉。
幸子（さちこ）
演 - 市毛良枝
アユの祖母。持病を患っているにもかかわらず本格的に芸能活動を始めるために上京しようとするアユを心配し、彼女とともに福岡から都内に住む娘の里美の家に身を寄せるが、アユがアーティストとして成功する姿を見ることなく持病が悪化して他界する。
西谷真理（にしたに まり）
演 - 傳彩夏（ONEPIXCEL）
アユのライバル。流川がプロデュースするガールズグループAXELSでのデビューを目指す。アユがマサから特別扱いを受けていると嫉妬して、逆恨みから理沙とともにアユに嫌がらせをする。
AXELSのメンバーとしてデビューすると、大浜からの闇資金の提供もありデビューCD対決ではアユに勝利するものの、3rdシングルをリリースする頃にはアユに大きく差をあけられ、売れる見込みがないと大浜に判断され解散を言い渡される。AXELS解散後は「A VICTORY」を離れ、ダンスのスキルを磨くために海外留学を決意する。
ライバルとしてアユに酷い仕打ちをしてきたが、マサとの失恋でどん底に落ちこんでいるアユを励ますため、理沙とともにアユの引きこもっているホテルまで駆け付けている。
椎名里美（しいな さとみ）
演 - 上野なつひ
アユの叔母。幸子の東京に住む娘。上京してアユと幸子は彼女の家に身を寄せる。
マサとの失恋で居場所を失ったアユが舞い戻ってきた際も、アユのことを快く受け入れている。
佐山尚樹（さやま なおき）
演 - 水江建太
マサ行きつけの西麻布のバーSILVERのマスター。バーでドラマの舞台となる90年代当時の流行歌をアコースティックギターで弾き語りしている。

#### その他の人物
OTF（Over The Fact）
演 - Hina（FAKY）、和田颯（Da-iCE）、栗原陸人
マサがプロデュースした女性ボーカルを擁する3人組ロックユニット。モデルはELT。
USG
演 - lol（佐藤友祐、小宮山直人、moca、hibiki、honoka）
輝楽がプロデュースした5人組ダンスユニット。モデルはTRF。
冴木真希（さえき まき）
演 - Yup'in
女性ロックシンガー。モデルは相川七瀬。
静香（しずか）
演 - 川村海乃
AXELSのメンバー。
奈緒（なお）
演 - 齊藤英里
AXELSのメンバー。

#### ゲスト
第2話
天馬まゆみ（てんま まゆみ）
演 - 水野美紀（第6話、第7話）
ニューヨーク在住のボイストレーナー。渡米したアユをスパルタ教育の如く鬼のように厳しいレッスンで鍛え上げる。後日、流川がプロデュースするガールズグループAXELSのデビュー候補たちの合宿にも講師として招聘され来日している。
アユが日本でアーティストとして大ブレークしたことを知ると、お祝いにストレス発散用のシンバルセットを祝辞の手紙とともにアユにプレゼントし、マサからアユが独り立ちしたことを聞きつけると、来日してアユの前に現れてエールを送り励ましている。モデルはボイストレーナーの原田真裕美。
第4話
水島（みずしま）
演 - 大鶴義丹（第6話）
六本木テレビのTVプロデューサー。アユのデビューのプロモーションのためゴールデンタイムの人気歌番組『Sing Sing』へアユの出演をマサから懇願されるが、マサは恋煩いで新人のアユにのぼせ上って見込み違いをしていると一蹴して相手にしなかった。しかしアユが大ブレークすると掌をかえして『Sing Sing』へのアユの出演を依頼し、出演してくれたことをマサに感謝している。
黒川誠（くろかわ まこと）
演 - モト冬樹
音楽プロデューサー。業界に影響力があり、デビューするアユとAXELSのデビューの後押しをしてもらえるよう「A VICTORY」からプロモーションを受け、その結果、アユではなくAXELSを後押しして人気歌番組『Sing Sing』への出演を推薦することを決めるが、見返りに理沙に夜の接待を要求する。
姫野賢二（ひめの けんじ）
演 - 遠山俊也
礼香の父
姫野香織（ひめの かおり）
演 - 山下容莉枝
礼香の母
礼香と結婚するためにマサが離婚したと聞かされて信じ込み、マサと会食する。
山本
演 - 勝矢（第6話）
「A VICTORY」のアユ担当のレコーディングプロデューサー。
第6話
貸しレコード店オーナー
演 - クリス・ペプラー
マサが働いていた横浜の貸しレコード店「YOU&ME」のオーナー。洋楽レコード輸入のためのマサからの資金1000万円の要求を了承する。
最終話
レコード会社の社員
演 - りんごちゃん

### スタッフ（テレビドラマ）
- 原作 - 小松成美『M 愛すべき人がいて』（幻冬舎刊）
- 企画 - 藤田晋（ABEMA）
- 脚本 - 鈴木おさむ[32]
- 音楽 - 沢田完
  - 主題歌 - 「M」 浜崎あゆみ (avex trax)
  - 挿入歌 - 「CAN’ T STOP THIS!!」「CAN’ T STOP THIS!! - Steve Aoki Remix -」  REVIVE 'EM ALL 2020（Beverly / FAKY / FEMM / lol/ Yup'in / 安斉かれん） [33]
- アソシエイトプロデューサー - 川島彩乃（ABEMA）[34]
- プロデューサー - 服部宣之（テレビ朝日）[34][35]、谷口達彦（ABEMA）、山形亮介（角川大映スタジオ）、佐藤雅彦（角川大映スタジオ）
- 演出 - 木下高男、麻生学
- ゼネラルプロデューサー - 横地郁英（テレビ朝日）
- 制作協力 - 角川大映スタジオ
- 制作 - テレビ朝日、ABEMA

### 放送日程（テレビドラマ）
| 各話   | 放送日     | 配信日  | サブタイトル                  | ラテ欄                                                            | 演出     |
| 各話   | テレビ朝日 | ABEMA   | サブタイトル                  | ラテ欄                                                            | 演出     |
| ------ | ---------- | ------- | ----------------------------- | ----------------------------------------------------------------- | -------- |
| 第1話  | 4月18日    | 4月19日 | 俺の作った虹を渡れ!           | アユ…歌姫誕生への壮大な愛憎劇!!                                   | 木下高男 |
| 第2話  | 4月25日    | 4月26日 | いいダイヤの原石だ            | 歌姫デビューへ…11人の悪魔の女達!!                                 | 木下高男 |
| 第3話  | 5月02日    | 5月03日 | お前はアーティストになるんだ! | デビュー曲誕生!! 愛する人との別れ…                                | 麻生学   |
| 第4話  | 6月13日    | 6月14日 | 限界なんて超えろ!             | ついに放送再開! 秘書礼香VSアユ!! 大雪の絶唱!? 明かされる眼帯の謎… | 麻生学   |
| 第5話  | 6月20日    | 6月21日 | これが神様の答えだ!           | アユはバカじゃない!? 百万枚をかけた戦い!! マサの告白で愛は泥沼化  | 木下高男 |
| 第6話  | 6月27日    | 6月28日 | アユ、お前は勝ち続けろ!       | マサ追放!! 紅白&レコ大… 幸せは、儚く崩れる!? 涙の誕生日           | 麻生学   |
| 最終話 | 7月04日    | 7月05日 | 神様に選ばれたアユの運命だ    | 純愛と愛憎の話題&問題作今夜完結!! 名曲M…アユ涙の熱唱              | 木下高男 |

- 「土曜ナイトドラマ」第2期内での平均視聴率は前クール『アリバイ崩し承ります』と並び同率1位タイとなった [37]。

### 関連商品

#### オリジナル・サウンドトラック
『テレビ朝日×ABEMA 共同制作ドラマ 「M 愛すべき人がいて」Sound Collection＋ A VICTORY Special Sampler』

##### 収録曲
［DISC-1 ドラマ サウンドトラック］
1. M 愛すべき人がいて〜メイン・テーマ
2. 予感
3. True Love Story
4. 俺を信じろ
5. マサとアユ
6. 会いたいよ
7. 輝楽天明
8. ベルファインのVIPルーム
9. PERFECT LIFE
10. 「です」
11. 姫野礼香のテーマ
12. 眼帯
13. ゆるさない
14. NYのレッスン生活
15. ミリオン歌手へ
16. ルーレット
17. 永遠の愛
18. 瞳を閉じて
19. You’re My Everything
20. 逆走
21. 戻れない二人
22. Forever
23. M /浜崎あゆみ
※ドラマ主題歌
24. CAN’T STOP THIS!! / REVIVE ‘EM ALL 2020（Beverly / FAKY / FEMM / lol -エルオーエル- / Yup’in / 安斉かれん）
※ドラマ挿入歌

［DISC-2 A VICTORY Special Sampler］
1. EZ DO DANCE / USG（1cho）
2. 出逢った頃のように / OTF（1cho）
3. 夢見る少女じゃいられない / 冴木真希（1cho）
4. City Light Wings / Axels
5. CAN’T UNDO THIS!! / MAXIMIZOR
6. our night, our light…（Demo）
7. Portrait（Demo）
8. 最後のリスタート（Demo）
9. grace（Demo）
10. SEREAL（Demo）

### その他
- 田中みな実が演じる姫野礼香の右目の眼帯が博多銘菓「博多通りもん」に似ているとSNSを中心に話題となり、第4話から話題を聞きつけた販売元の「明月堂」が番組スポンサーにつき、初の全国テレビ放送でのCMを流している。また、コロナ禍で放送休止していたドラマが第4話から放送再開することをアナウンスする記者会見で、明月堂から「『通りもん眼帯』のおかげで、博多通りもんの売上が上がりました。ありがとうございます」とコメントが寄せられるとともに、会見に出席していた田中が明月堂から「通りもん」の差し入れがあったことを明かしている[39][40]。

## 配信ドラマ
『L 礼香の真実』（エル れいかのしんじつ）と題したスピンオフドラマがABEMAで2020年6月28日からABEMAプレミアム会員向けに独占配信されている。
おとなしい女性だった礼香が愛する人に異常なまでに執着し、愛を手に入れる為なら手段を選ばない常軌を逸した行動をとる人格が形成されるまでのエピソードが描かれる。

### キャスト（配信ドラマ）
姫野礼香（ひめの れいか）
演 - 田中みな実（小学校時代：加藤莉奈、高校時代：中川梨花）
本作の主人公。
茂樹（しげき）
演 - 堀夏喜（FANTASTICS from EXILE TRIBE）
礼香が通うバーのバーテンダー。礼香から彼女の思い出話を聞かされる。

松本正幸（まつもと まさゆき）
演 - 三浦翔平（小学校時代：浅川大治、高校時代：中尾暢樹）
礼香が小学生の頃から想いを寄せた初恋相手。通称マサ。

あゆむ
演 - 蒼井由奈

ルイ
演 - 紺野彩夏（第6話）
学校のマドンナ。正幸のことを彼氏にしようと狙っている。

工藤真一（くどう しんいち）
演 - 前原滉
高校時代の正幸のライバル。
芥川先生 (あくたがわ せんせい)
演 - 水野智則
高校時代、正幸を目の敵にした教師。

### スタッフ（配信ドラマ）
- 原作 - 小松成美『M 愛すべき人がいて』（幻冬舎刊）
- 脚本 - 鈴木おさむ
- プロデュース - 谷口達彦（ABEMA）
- 企画・演出 - 池田克彦（ABEMA）
- プロデューサー - 山形亮介（角川大映スタジオ）
- アソシエイトプロデューサー - 川島彩乃（ABEMA）
- 音楽 - 沢田完
- 協力プロデューサー - 横地郁英（テレビ朝日）、服部宣之（テレビ朝日）
- 制作 - ABEMA、テレビ朝日
- 制作協力 - 角川大映スタジオ

### 配信日程（配信ドラマ）
| 話数   | 配信日  | サブタイトル                                       | 配信分 |
| ------ | ------- | -------------------------------------------------- | ------ |
| 第1話  | 6月28日 | マサと私の間に入り込んできたら許さなーーーーーーい | 9分    |
| 第2話  | 6月28日 | カーストの下にいらっしゃーーーーい                 | 7分    |
| 第3話  | 6月28日 | 先生の方が頭がかた〜い                             | 8分    |
| 第4話  | 6月28日 | ねえ、キスしたことある?                            | 10分   |
| 第5話  | 7月05日 | トドメ、刺しておかないと…                          | 6分    |
| 第6話  | 7月05日 | 教えてあげる、もうひとりのMとの恋                  | 9分    |
| 最終話 | 7月05日 | あなたのこと、好きになっちゃったかも…              | 11分   |